# Trigonella zaprjagaevii
Trigonella zaprjagaevii là một loài thực vật có hoa trong họ Đậu. Loài này được Afan. & Gontsch. miêu tả khoa học đầu tiên.